# Andreï Alchan
Andreï Igorevitch Alchan (russe : Андрей Игоревич Альшан) est un escrimeur soviétique né le 18 mars 1960 à Bakou.

## Carrière
Andreï Alchan participe à l'épreuve de sabre par équipe lors des Jeux olympiques d'été de 1988 à Séoul et remporte la médaille d'argent. Il se classe aussi neuvième de l'épreuve individuelle de sabre.